# 牛油蛋糕
牛油蛋糕為一種美國常見的蛋糕，主要成份是牛油。是美國公認的經典蛋糕之一。起源是英國的磅蛋糕，傳統以等量的奶油、麵粉、糖與蛋做成的濃郁油酥蛋糕。

## 歷史
十九世紀發粉與其他化學膨鬆劑的發明，讓大眾可以用新方法製作口感更蓬鬆輕盈的傳統磅蛋糕，而這種轉變造就了現代的牛油蛋糕。

## 食譜

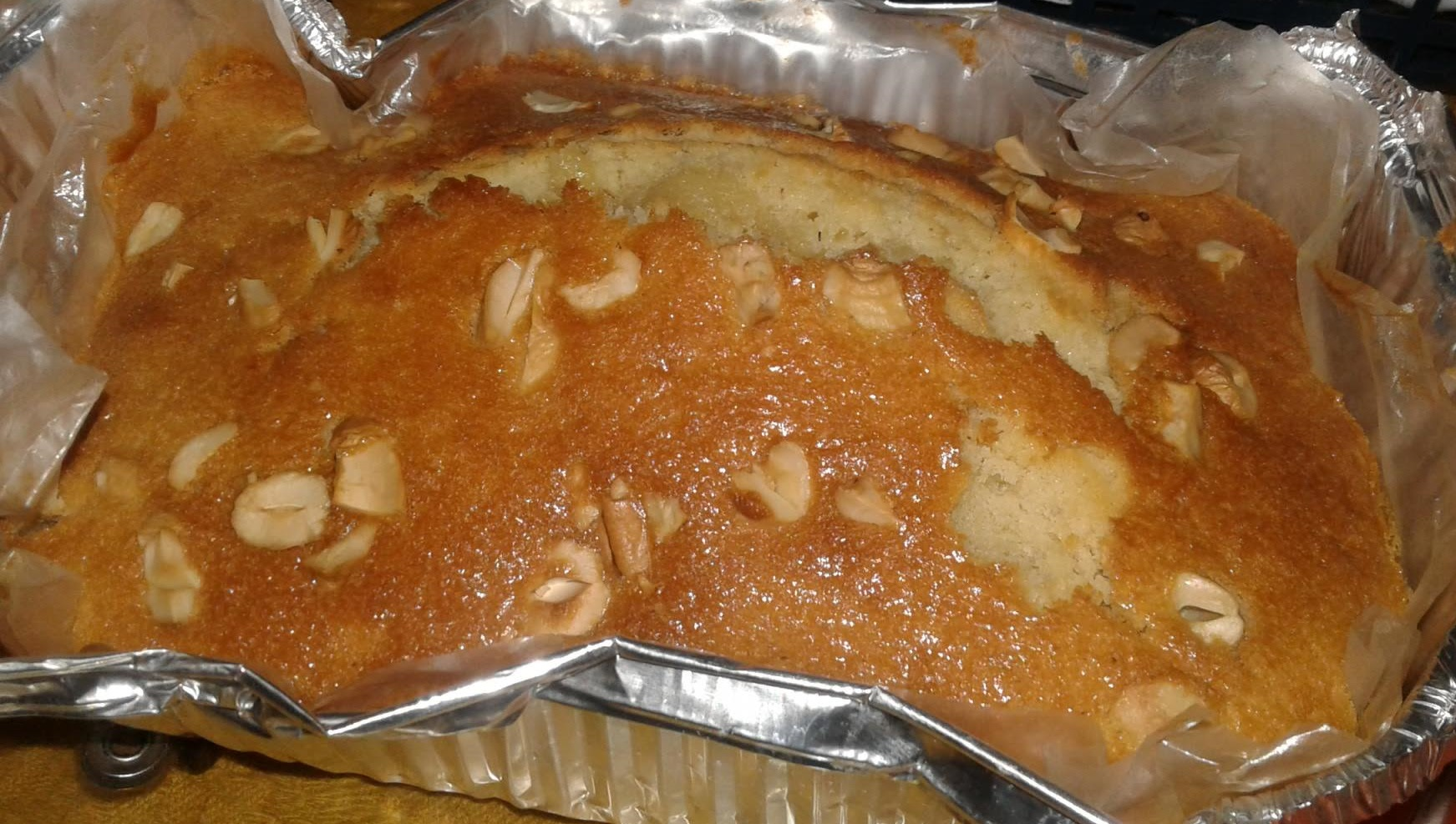
用腰果製作的牛油蛋糕

傳統用糖油拌合法製作蛋糕：奶油先與糖攪打，混入空氣呈羽毛狀。再慢慢加入蛋，乳化後分次加入乾料和濕料。室溫下應該濃郁濕潤，而冷藏會使蛋糕變乾硬且喪失風味，因此這種蛋糕不適合再夾入或添加其它需要冷藏的食材，例如：奶油起司糖霜和奶黃醬。
現代做法則使用分蛋法，將蛋黃與蛋白分開，將蛋黃與牛油和糖攪打，混入空氣呈羽毛狀。蛋白另外打發，分次添加麵粉，再分次拌入乾料和濕料。最後倒入模子中。焗爐預熱至攝氏一百六十度後烘烤。